# Alfredo Franziosi
Alfredo Franziosi (Milano, 1885 – 16 settembre 1924) è stato un calciatore e arbitro di calcio italiano.

## Carriera

### Calciatore
Inizia a giocare nelle file dell'US Milanese milanesi all'atto della costituzione della sezione calcio nel 1904, sempre nel ruolo di attaccante fino alla cessazione dell'attività calcistica.

### Arbitro
Non aveva ancora terminato l'attività calcistica quando iniziò ad arbitrare nel 1908 dirigendo gare di categoria inferiore e coppe.
Esordisce in Prima Categoria dirigendo la partita Ausonia-Milan (2-2) del 30 gennaio 1910.
Fu uno degli arbitri milanesi che fondarono nel 1911 l'Associazione Italiana Arbitri ed arbitrò fino alla fine della stagione 1914-1915 per poi partire per il fronte.
Ritornato dalla grande guerra incolume, riprese ad arbitrare nella stagione 1919-1920 a disposizione del Comitato Regionale Lombardo quale arbitro ufficiale abilitato alla conduzione delle gare di semifinale.
Smise di arbitrare nel 1920, o per lo meno non si conoscono gare della stagione successiva da lui dirette.
Apparve inaspettatamente sulle cronache milanesi del Corriere della Sera la notizia della sua sparizione nel settembre 1924.